# Шатойский говор
Шатойский говор — говор итумкалинского диалекта чеченского языка (у Д. С. Имнайшвили — «шатойско-итумкалинский диалект»), у некоторых исследователей упоминается как диалект чеченского языка. Большинство авторов включают шатойский в состав итум-калинского диалекта как говор данного диалекта. Советский и российский чеченский учёный, доктор филологических наук, профессор, академик Академии наук Чеченской Республики Апти Тимаев написал диссертацию, посвящённую шатойскому говору. В основном распространён на территории Шатойского района Чечни. Шатойский говор сохраняется ныне на бытовом уровне.